# أتليتيكو كلوب دي برتغال
نادي أتلتيكو البرتغالي (بالبرتغالية:Atlético Clube de Portugal) ، وتنطق «أتلتيكو كلوب دي برتغال» ، هي فريق أول لكرة القدم أسس بتاريخ 18 سبتمبر 1942 ، وتقع مقرها الرئيسي في لشبونة عاصمة البرتغال ، تلعب للدوري الممتاز لكرة القدم .

## انجازات
- الدوري البرتغالي لكرة القدم

حصلت على الترتيب الثالث مرتين : موسم 1943-1944 وموسم 1949-1950 .
- الدوري البرتغالي للدرجة الثانية

حصلت على البطولة 3 مرات في مواسم : 1944-1945 و1958-1959 و1967-1968 .
- الدوري البرتغالي للدرجة الثالثة

حصلت على البطولة مرتين لمواسم : 2003-2004 و2005-2006 .

## وصلات خارجية
- Official site (Portuguese)
- ZeroZero squad & stats
- LPFP official page
- ForaDeJogo.net profile